# Gigi D'Agostino
Luigino Celestino Di Agostino, més conegut com a Gigi D'Agostino, (Torí, 17 de desembre de 1967) és un punxadiscos i productor musical italià, un dels més reconeguts del panorama musical europeu. Un dels exponents del mediterranean progressive.
A més de DJ i productor, ha fet també esporàdicament com a editor, cantant i compositor. El març de 2022 va anunciar la seva retirada dels escenaris degut a una malaltia.

## Trajectòria[calcitació]
Des de molt jove es va interessar per la música. De fet, a casa durant les tardes acostumava a posar els altaveus al balcó i tractava de mostrar el que sentia escoltant la música amb la gent que anava caminant pel carrer.
| « | Primer vaig ser un DJ de llums: treballava les llums per a res, esperant tenir la meva oportunitat aviat. | » |

El 1986, quan la música house era la més popular en totes les discoteques, va tenir la seva oportunitat. La discoteca Woodstock li va demanar que tornés després d'aquell dia. Alguns anys després tenia el seu propi personal i va deixar de punxar en petites festes per passar a tocar a l'Ultimo Imperio, un dels clubs més importants de Torí. Va ser el 1994 quan va organitzar un esdeveniment de música electrònica, la "one-night tour".
Es va endinsar tant en el camp de la música, que als 26 anys va publicar la remescla de Sexe Sexe, original de Wendy García, i més tard Uipy de Rave Tirolers, tots dos treballs amb el sobrenom de Noisemaker. A partir d'aquí, ha estat publicant treballs un darrere l'altre.
La seva filosofia és la de fer ballar, com bé indica el seu logo, la lletra de l'alfabet mandarí mon. Usada com a representació d'ell i la seva música, sempre present en tota la seva discografia portant constantment el símbol al seu vestuari o projectada en pantalles durant els espectacles en directe. Un símbol que moltes persones han començat a portar en solidaritat amb l'artista.
Creador del gènere lento violento, basat en ritmes durs amb melodies hipnòtiques, de baixos bpm's. La seva primera cançó va ser Voyage, publicat a la seva promoció Bla bla bla, el 1999. Encara que ja en produccions anteriors s'escoltava aquest ritme lent que amb el pas del temps, ha anat caracteritzant el punxadiscs de Torí, fins a ser la seva pedra angular des de poc abans de 2006.
Fins al gener de 2010 va tenir el seu programa de ràdio a l'emissora M2O amb un programa d'una hora, que podia ser escoltat via internet o en directe a les 14:00 hora italiana.
Gigi D'Agostino és líder d'artistes en la seva firma Noisemaker. Una etiqueta que ha creat un grup de treball en els espectacles amb el nom d'"Officina Emotiva". En ella estan Luca Noise, Pandolfi, Federico Romanzi i recentment ha ingressat Elena Tanz.

## Discografia
Àlbums
- 1995 A Journey Into Space
- 1996 Gigi D'Agostino
- 1996 The Greatest Hits
- 1997 Gin Lemon E.P.
- 1999 Tanzen
- 1999 Tecno Fes vol. 1
- 2000 L'Amour Toujours
- 2000 Tecno Fes Vol. 2
- 2001 Gigi The Best
- 2001 All in One night
- 2003 Underconstruction 1: Silence E.P.
- 2004 Underconstruction 2: Silence Remix
- 2004 Underconstruction 3: Remix
- 2004 L'Amour Toujours II
- 2004 Gigi's Goodnight
- 2004 Soleado (amb Mollela)
- 2004 Con Il Nastro Rosa (amb Mollela)
- 2004 Summer of Energy (amb DJ Datura)
- 2004 I Chiodi - Couraçao Louco (remix)
- 2004 Molto Folk- Canto Do Mar (remix)
- 2005 I Wonder Why (senzill)
- 2005 Like a Prayer
- 2005 Minestra E.P.
- 2005 Cammino Contento
- 2005 La Batteria della Mente
- 2005 Movimenti Incoerenti vol. 1
- 2005 Movimenti Incoerenti vol. 2
- 2005 Movimenti Incoerenti vol. 3
- 2005 Wellfare (senzill)
- 2006 Tarantella Dell'Orso
- 2006 Greatest Hits
- 2007 Lento Violento e altre sorie
- 2007 Lento Violento Man: La Musica Che Pesta
- 2008 Suono Libero

Compilacions
- 1996 Le Voyage 96
- 1996 Le Voyage Estate
- 1997 Progressive Hyperspace
- 2000 Eurodance '99 (2000)
- 2001 Il Grande Viaggio di Gigi D'Agostino Vol. 1
- 2003 Il Programmino di Gigi D'agostino
- 2003 Live At Altromondo (edició limitada)
- 2004 Live At Altromondo Part II (edició limitada)
- 2004 Laboratorio 1
- 2004 Benessere 1
- 2005 Laboratorio 2
- 2005 Laboratorio 3
- 2005 Disco Tanz
- 2010 Ieri e Oggi mix Vol.1
- 2010 Ieri e Oggi mix Vol.2